# Baray

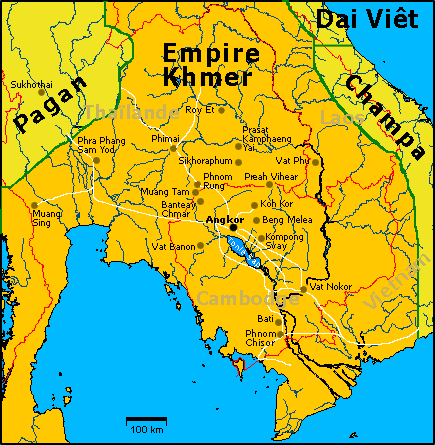
Das Khmer-Reich zur Zeit seiner größten Ausdehnung (unter König Jayavarman VII.): etwa in Bildmitte der Tonlé-Sap-See, nördlich davon Angkor

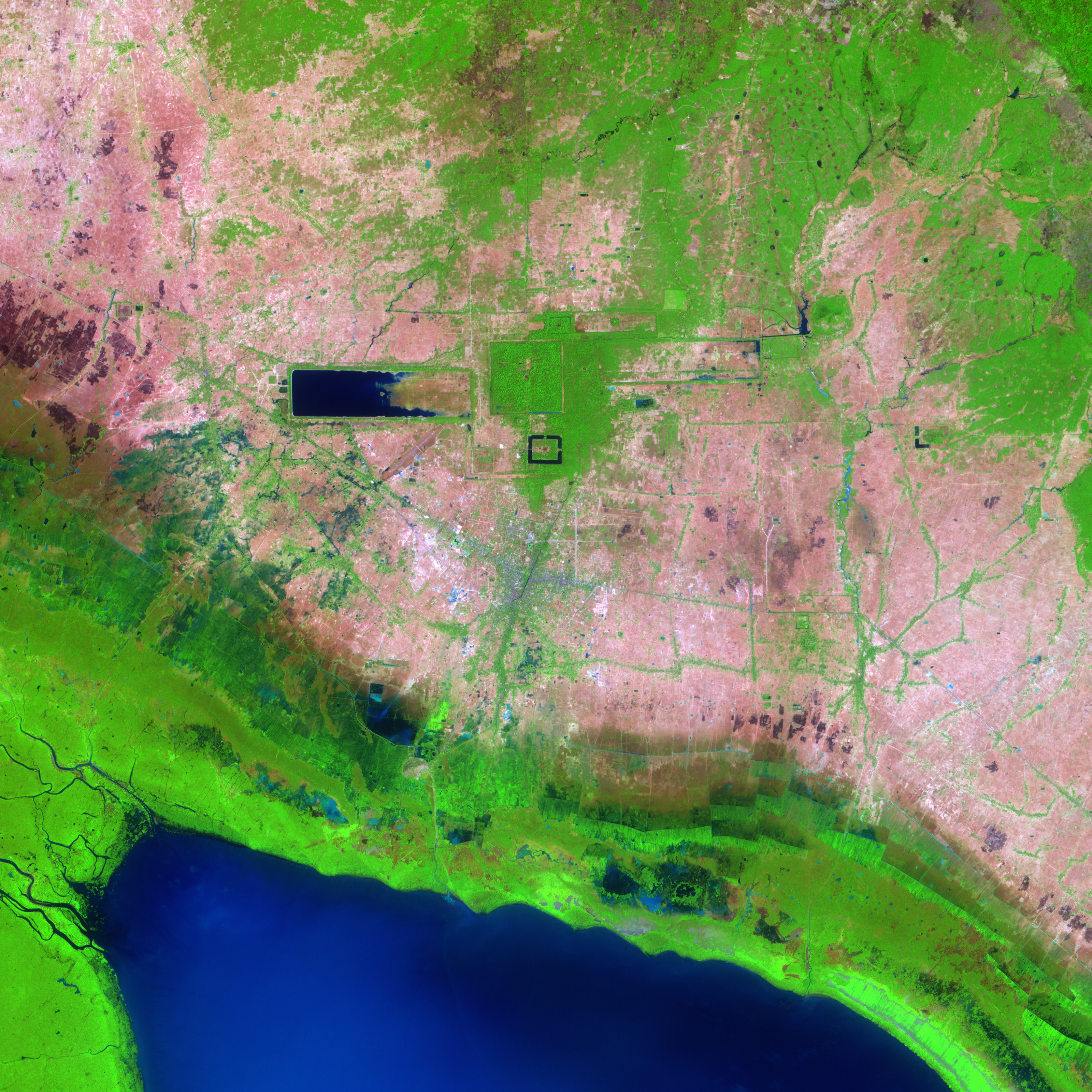
Eine NASA-Aufnahme von Angkor: am unteren Bildrand der Tonle-Sap-See, etwa in Bildmitte der Wassergraben um Angkor Wat, über Angkor Wat Angkor Thom, flankiert vom Westlichen und Östlichen Baray, über Angkor Thom Preah Khan mit seinem nach Osten orientierten Baray

Baray (Khmer-Sprache) ist ein in der Angkorzeit angelegtes ausgedehntes, streng rechteckiges Wasserreservoir im heutigen Kambodscha und das Herzstück der so genannten hydraulischen Stadt, zugleich ein Symbol kosmologischer Vorstellungen.

## Herzstück der hydraulischen Stadt
Das Reich der Khmer bestand vom 9. bis ins 16. Jahrhundert und erstreckte sich über Angkor nahe dem heutigen Siem Reap und einige angrenzende Gebiete.
Eine international zusammengesetzte Gruppe von Wissenschaftlern konnte 2007 die These bestätigen, dass Angkor eine riesige „hydraulische Stadt“ war, also eine Stadt, die auf der Grundlage eines komplexen Be- und Entwässerungssystems funktionierte. Jenseits der Stadtmauern von Angkor Thom habe sich ein Konglomerat aus landwirtschaftlichen und besiedelten Flächen über mindestens 1000 km² ausgebreitet, ein urbaner Ballungsraum, der etwa zehnmal größer gewesen sei als die größten Zentren der antiken Welt; erst das Industriezeitalter kenne größere Ansiedlungen. Zum Vergleich: Berlin bedeckt heute knapp 900 km².
In landwirtschaftlicher Hinsicht widerlegte die Studie vorherrschende Meinungen: Sie zeigte, dass das Bewässerungssystem tatsächlich in der Lage war, den Reisanbau erheblich zu intensivieren. Jede Wasserquelle wurde rücksichtslos ausgebeutet; die Baray dienten als Reservoirs; zahlreiche von ihnen ausgehende Verteilerkanäle versorgten die Region. Über die Jahrhunderte seien vermehrt Probleme aufgetreten: Auslaugung des Bodens und Erosion, Überbevölkerung, Anfälligkeit gegenüber Naturkatastrophen und Kriegen. Der Niedergang des Angkorreichs könne mit diesen Problemen in Zusammenhang gebracht werden.

## Symbol kosmologischer Vorstellungen
Die größten Baray des zentralen Angkorgebiets sind, chronologisch geordnet, der Baray von Lolei, der Östliche, Westliche und der Nördliche Baray, auch Baray von Preah Khan genannt. Der Westliche Baray (ursprünglich 8 × 2,2 km groß und bis zu 5 m tief) verfügt heute noch über eine nennenswerte Wasserfläche.
Die eigentliche Herausforderung war die geologische Situation: die lediglich schwach zum Tonle-Sap-See hin geneigte Tiefebene. Ein Baray war ein mit massiven Erdwällen eingedämmtes, kein ausgegrabenes Staubecken – im Unterschied etwa zum kleineren Srah Srang. Der Wasserspiegel befand sich also über dem natürlichen Niveau. Der jeweilige Fluss wurde weiter oben angezapft, und der Zulaufkanal erhielt ein geringeres Gefälle als das umgebende Gelände; folglich wurden die Dämme des Zulaufkanals in Richtung Baray immer höher. Das Wasserreservoir selbst lag quer zum natürlichen Gefälle, damit die unteren Dämme nicht allzu hoch sein mussten.
Obgleich das natürliche Gelände des zentralen Angkorgebiets nicht direkt in Richtung Süden abfällt, sondern etwa in Richtung SSW, blicken die Seiten der genannten Anlagen kompromisslos in die Haupthimmelsrichtungen. Das ist ein klarer Hinweis, dass ein Baray genau wie ein Khmer-Tempel kosmologische Vorstellungen repräsentiert. Die Wasserfläche symbolisiert den Ozean, eine Tempelinsel in der Mitte den Berg Meru, auf dem die Götter wohnen. Die Orientierung in die Haupthimmelsrichtungen beschwört Harmonie mit Erde und Himmel.